# Moçambola
Moçambola (oder Campeonato Moçambicano de Futebol, Portugiesisch für Mosambikanische Fußball-Meisterschaft) ist die höchste Spielklasse im Fußball in Mosambik. Die Saison geht typischerweise von März bis September. Neben der Meisterschaft gibt es auch einen Pokalwettbewerb, die Taça de Moçambique.

## Geschichte
Seit 1922 wurde in der seinerzeitigen portugiesischen Kolonie Mosambik zunächst die Distriktmeisterschaft von Lourenço Marques ausgetragen. Im Jahr 1956 fand die erste landesweite Meisterschaft der portugiesischen Überseeprovinz Mosambik statt, in der die Meister der elf Distrikte auf die besten Mannschaften der Hauptstadt Lourenço Marques trafen. Die erste nationale Meisterschaft sicherte sich der Hauptstadtverein Clube Ferroviário de Lourenço Marques.
Nach der Unabhängigkeit (1975) gewann Textáfrica do Chimoio 1976 die erste Meisterschaft, für die es vorerst der einzige Meistertitel blieb.
Im Jahr 1998 fand keine Meisterehrung statt, da die Meisterschaft erstmals nicht mehr nach dem Kalenderjahr ausgetragen wurde.
Ab der Saison 2000/01 wurde unter dem Namen Liga 2M zum ersten Mal eine eingleisige Liga mit zwölf Teams gegründet. Seit 2002 wird die Liga wieder nach dem Kalenderjahr ausgetragen. 2005 erfolgte die Umbenennung in den noch heute gültigen Namen Moçambola. Von 2007 bis 2015 spielte die Liga mit 14 Mannschaften und seit der Saison 2016 mit 16 Teams.

## Spielsystem
Die Moçambola besteht aus 16 Mannschaften, wobei alle Mannschaften in Hin- und Rückspiel gegeneinander spielen. Die Mannschaft, die nach 30 Spieltagen die meisten Punkte aufweist, wird mosambikanischer Fußballmeister, welcher sich außerdem für die CAF Champions League qualifiziert. Die drei punktschlechtesten Mannschaften steigen in die zweite Liga, die Segunda Divisão ab.

## Mosambikanische Meister

### Vor der Unabhängigkeit
| - 1956: Ferroviário (Lourenço Marques) - 1957: Grupo Desportivo de Lourenço Marques - 1958: Ferroviário (Beira) - 1959: Sporting Clube de Nampula - 1960: Sporting Clube de Lourenço Marques - 1961: Ferroviário (Lourenço Marques) - 1962: Sporting Clube de Lourenço Marques - 1963: Ferroviário (Lourenço Marques) - 1964: Grupo Desportivo de Lourenço Marques - 1965: (nicht beendet) | - 1966: Ferroviário (Lourenço Marques) - 1967: Ferroviário (Lourenço Marques) - 1968: Ferroviário (Lourenço Marques) - 1969: Textáfrica Vila Pery - 1970: Ferroviário (Lourenço Marques) - 1971: Textáfrica Vila Pery - 1972: Ferroviário (Lourenço Marques) - 1973: Textáfrica Vila Pery - 1974: Ferroviário (Beira) |

### Seit der Unabhängigkeit
- 1975: (keine nationale Meisterschaft)
- 1976: Textáfrica do Chimoio
- 1977: Desportivo Maputo
- 1978: Desportivo Maputo
- 1979: Costa do Sol
- 1980: Costa do Sol
- 1981: Têxtil Punguè
- 1982: Ferroviário Maputo
- 1983: Desportivo Maputo
- 1984: CD Maxaquene
- 1985: CD Maxaquene
- 1986: CD Maxaquene
- 1987: Matchedje Maputo
- 1988: Ferroviário Maputo
- 1989: Ferroviário Maputo
- 1990: Matchedje Maputo
- 1991: Costa do Sol
- 1992: Costa do Sol
- 1993: Costa do Sol
- 1994: Costa do Sol
- 1995: Desportivo Maputo
- 1996: Ferroviário Maputo
- 1997: Ferroviário Maputo
- 1998/99: Ferroviário Maputo
- 1999/00: Costa do Sol
- 2000/01: Costa do Sol
- 2002: Ferroviário Maputo
- 2003: Maxaquene
- 2004: Ferroviário Nampula
- 2005: Ferroviário Maputo
- 2006: Desportivo Maputo
- 2007: Costa do Sol
- 2008: Ferroviário Maputo
- 2009: Ferroviário Maputo
- 2010: Liga Muçulmana
- 2011: Liga Muçulmana
- 2012: CD Maxaquene
- 2013: Liga Muçulmana
- 2014: Liga Muçulmana
- 2015: Ferroviário Maputo
- 2016: Ferroviário Beira
- 2017: UD Songo
- 2018: UD Songo
- 2019: Costa do Sol
- 2020: Keine Austragung
- 2021: Associação Black Bulls
- 2022: UD Songo
- 2023: Ferroviário Beira
- 2024: Black Bulls

## Titel pro Mannschaft
| Mannschaft             | Titel |
| ---------------------- | ----- |
| Ferroviário de Maputo  | 10    |
| Costa do Sol           | 10    |
| Desportivo de Maputo   | 6     |
| Maxaquene              | 5     |
| Liga Muçulmana         | 4     |
| Matchedje de Maputo    | 2     |
| UD Songo               | 2     |
| Associação Black Bulls | 2     |
| Ferroviário de Nampula | 1     |
| Textáfrica do Chimoio  | 1     |
| Têxtil Punguè          | 1     |
| Ferroviário Beira      | 1     |

## Ewige Tabelle
Ewige Tabelle der Moçambola von 2013/14 bis Ende der Saison 2024/25.
| Platz | Team                              | Spiele | Siege | Unentschieden | Niederlage | Tore | Gegentore | Punkte |
| ----- | --------------------------------- | ------ | ----- | ------------- | ---------- | ---- | --------- | ------ |
| 1     | UD Songo                          | 174    | 102   | 47            | 25         | 251  | 127       | 353    |
| 2     | Liga Desportiva de Maputo         | 190    | 76    | 52            | 62         | 212  | 168       | 280    |
| 3     | Ferroviário da Beira              | 152    | 75    | 37            | 40         | 200  | 123       | 262    |
| 4     | Ferroviário de Nampula            | 154    | 68    | 38            | 48         | 179  | 132       | 242    |
| 5     | CD Costa do Sol                   | 156    | 80    | 45            | 31         | 226  | 130       | 285    |
| 6     | Ferroviário de Maputo             | 156    | 67    | 46            | 43         | 165  | 127       | 247    |
| 7     | Ferroviário de Nacala             | 132    | 50    | 29            | 53         | 105  | 116       | 179    |
| 8     | Associação Black Bulls            | 116    | 68    | 22            | 26         | 168  | 73        | 226    |
| 9     | AD Vilanculo                      | 126    | 49    | 40            | 37         | 132  | 141       | 187    |
| 10    | Ferroviário de Lichinga           | 126    | 46    | 31            | 49         | 138  | 130       | 169    |
| 11    | Clube do Chibuto                  | 78     | 31    | 28            | 19         | 92   | 70        | 121    |
| 12    | 1° de Maio de Quelimane           | 112    | 29    | 29            | 54         | 95   | 133       | 116    |
| 13    | Clube Desportivo de Nacala        | 78     | 23    | 28            | 27         | 64   | 83        | 97     |
| 14    | Clube Desportivo de Maputo        | 82     | 22    | 25            | 35         | 80   | 118       | 91     |
| 15    | Incomáti de Xinavane              | 78     | 21    | 27            | 30         | 65   | 73        | 90     |
| 16    | Matchedje de Maputo               | 52     | 16    | 13            | 23         | 40   | 60        | 71     |
| 17    | Textáfrica do Chimoio             | 78     | 19    | 18            | 41         | 84   | 150       | 75     |
| 18    | Matchedje de Mocuba               | 48     | 9     | 12            | 27         | 36   | 78        | 39     |
| 19    | CD Estrela Vermelha               | 30     | 6     | 12            | 12         | 28   | 36        | 30     |
| 20    | Associação Desportiva de Macuácua | 30     | 4     | 6             | 20         | 13   | 47        | 18     |
| 21    | Estrela Vermelha                  | 26     | 3     | 10            | 13         | 10   | 31        | 19     |
| 22    | CD Niassa                         | 30     | 3     | 7             | 20         | 11   | 50        | 16     |
| 23    | Brera Tchumene FC                 | 22     | 4     | 6             | 12         | 22   | 29        | 18     |
| 24    | Baía Pemba FC                     | 22     | 6     | 6             | 10         | 14   | 25        | 24     |